# Bulbophyllum muricatum
Bulbophyllum muricatum är en orkidéart som beskrevs av Johannes Jacobus Smith. Bulbophyllum muricatum ingår i släktet Bulbophyllum och familjen orkidéer. Inga underarter finns listade i Catalogue of Life.